# Maechidius lateripennis
Maechidius lateripennis är en skalbaggsart som beskrevs av Lea 1917. Maechidius lateripennis ingår i släktet Maechidius och familjen Melolonthidae. Inga underarter finns listade i Catalogue of Life.